# Paul L. Maier
Paul Luther Maier (* 31. Mai 1930 in St. Louis, Missouri; † 27. Februar 2025 in Kalamazoo, Michigan) war ein US-amerikanischer Historiker.

## Leben und Wirken
Paul L. Maier ist der Sohn des evangelikalen Theologen Walter A. Maier (1893–1950) und dessen Frau Hulda Eickhoff Maier (1890–1986).
Im Anschluss an seine Schulzeit studierte er an der Harvard University. Er wechselte später an das Concordia Seminary in Clayton, Missouri. Seine studentischen Leistungen wurden mit einem Fulbright-Stipendium gewürdigt, mit dem er auch einige Zeit an den Universitäten Heidelberg und Basel studieren konnte. In Basel war er u. a. Student von Karl Barth und Oscar Cullmann.  Sein Studium schloss er 1957 (Summa cum laude) mit einer Promotion ab. Er lehrte 51 Jahre lang als Professor für Alte Geschichte an der Western Michigan University bis zu seiner Emeritierung 2011.
Der Schwerpunkt seiner Arbeit waren die griechische und römische Antike. Auch zum frühen Christentum und zur Reformation veröffentlichte Maier Einiges. Daneben verfasste er mehrere historische Romane und Bücher für Jugendliche. Regelmäßig findet man seine Aufsätze in Zeitschriften wie Archiv für Reformationsgeschichte, Christian Century, Harvard Theological Review oder Hermes.

## Schriften (Auswahl)
Kinderbücher
- The very first christmas. 1998.
- The very first Easter. 1999.
- Martin Luther. A man who changed the world. 2004.

Romane
- The flames of Rome. 1981.
  - deutsch: Rom in Flammen. Die Zeit der ersten Christen. Hänssler, Stuttgart 1996.
- A skeleton in god’s closet. 1993.
  - deutsch: Das Markus-Komplott. Brockhaus, Wuppertal 2007.

Sachbücher
- A man spoke, a world listened. The story of Walter A. Maier. 1963.
- Pontius Pilate. 1968.
  - deutsch: Pontius Pilatus. Sein Leben und seine Zeit nach Dokumenten. Brockhaus, Wuppertal 1970.
- First christmas. The true and unfamiliar story in words and pictures. 1971.
  - deutsch: Das größte Ereignis. Eine Dokumentation der Weihnachtsgeschichte. Aussaat-Verlag, Wuppertal 1978.